# Пауль Троґер

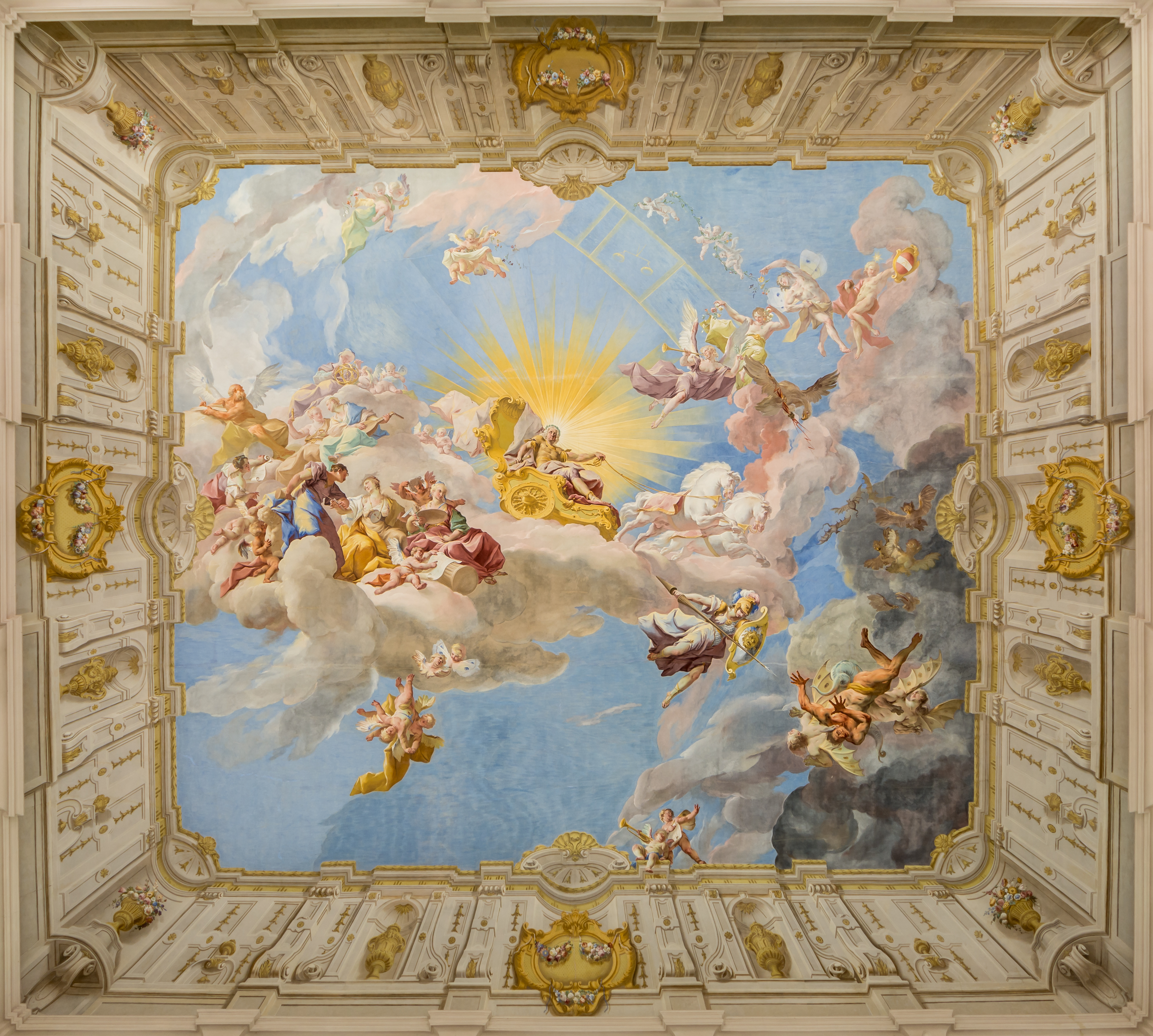

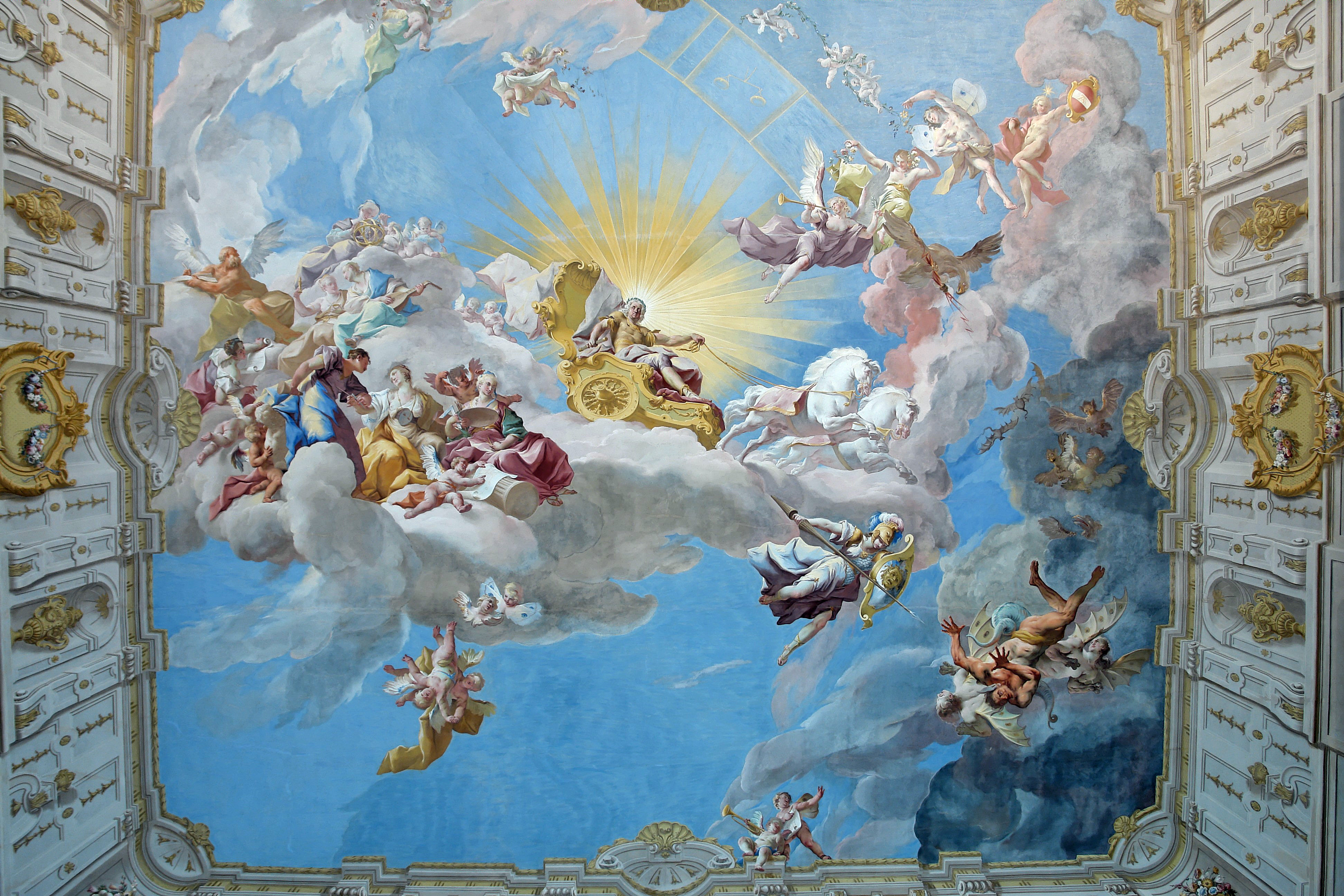

Пауль Троґер (нім. Paul Troger; 30 жовтня 1698, Велзберг, Пустерталь, Тіроль — 20 липня 1762, Відень) — австрійський живописець, графік та гравер періоду пізнього бароко.
Стельові Фрески роботи Троґера відрізняються драматичністю життєвої сили руху, виконані в світлих тонах. Такий стиль домінував в австрійській художній традиції живопису до кінця XVIII століття і мав значний вплив на художників наступного покоління, зокрема таких, як, Франц Антон Маульберч, Йозеф Ігнац Мілдорфер, Йоганн Венцель Берг та Йоган Лукас Кракер.

## Біографія
Навчався в Венеції у Джованні Баттіста Пьяццетти, Джованні Баттіста Піттоні і Себастьяно Річчі; в Неаполі у Франческо Солімени, Федеріко Бенковича і Сільвестро Манайго. Був в Болоньї, в Римі, де займався копіюванням творів сучасних йому італійських майстрів. Серед тих, хто вплинув на формування — Карраччі, Лука Джордано і Джузеппе Креспі. У результаті вивчення різних італійських художніх шкіл та нових напрямків у живопису, оволодів хистом створення робіт з вільною фактурою та композиційною легкістю. Традиції італійського бароко переосмислив у дусі рококо.
Повернувшись з Італії, працював в Зальцбургі. Один з перших великих творів — вівтарний образ і розпис купола церкви в Зальцбурзі (між 1725 і 1728). У 1728 переїхав до Відня, де вивчав роботи майстрів фрескового живопису — Роттмайра і Грана. На замовлення монастирів Нижньої Австрії створив більшу частину монументальних робіт, співпрацюючи з тірольським архітектором Йозефом Мунггенастом.
Відзначився розписом зводу церкви в Ан-дер-Трайзен «Тріумф віри» (1730–1731). Далі виконав замовлення на прикрасу Мармурового залу і бібліотеки бенедиктинського монастиря у Мельку на Дунаї (бл. 1732). Розпис плафона «Божественна Премудрість в оточенні Чеснот і Наук» виконана в дусі італійського бароко, популярного в Австрії — на відміну від ранніх робіт був застосований світлий колорит з яскравими фарбами. В композиції навколо головних фігур приділено увагу пластичності форм.
У розписі плафона бібліотеки монастиря в Цветлі (1732–1733) використані мотиви венеціанського пейзажу, що характерно для багатьох творів художника.
Протягом довгих років (1732 — 1752 рр.) працював для бенедиктинського монастиря в Альтенбурзі, створивши один зі значних творів монументального живопису Центральної Європи.